# Sheetal Devi
Sheetal Devi est une archère handisport indienne, née le 	
10 janvier 2007 dans le district de Kishtwar (Jammu-et-Cachemire).

## Biographie
Sheetal Devi est originaire d'un village rural du Cachemire. Elle souffre de phocomélie, une affection pendant la grossesse qui empêche la formation de ses bras. Elle est encouragée à pratiquer des activités sportives quand son entourage voit qu'elle est très douée pour grimper des arbres.
En 2022, les forces armées indiennes visitent son village. Des entraîneurs de l'équipe nationale militaire la remarquent lors de cet événement et l'encouragent à essayer le tir à l'arc. Elle essaie d'abord les prothèses, qui ne lui conviennent pas. Elle découvre alors le champion américain Matt Stutzman et adopte sa technique de tir. Elle pratique le tir à l'arc avec ses membres inférieurs et un arc à poulies. Elle prend l'arc entre les orteils de son pied droit, le levant avec la jambe droite, puis tire sur la corde avec son épaule avant de libérer la flèche avec la bouche.
En 2023, elle est médaillée d'argent aux para-mondiaux. Elle est double médaillée d'or aux Jeux para-asiatiques et nommée meilleure jeune athlète de l'année par le Comité paralympique asiatique.
En 2024, deux ans après avoir commencé sa pratique et à l'âge de dix-sept ans, elle est classée première mondiale des femmes handisport avec un arc à poulies. Elle participe aux épreuves de tir à l'arc aux Jeux paralympiques d'été de 2024, où elle est la seule femme sans bras (trois hommes ont le même handicap). Elle est alors deuxième seed[Quoi ?] de la compétition, derrière Öznur Cüre qui la bat d'un point dans les qualifications ; toutes les deux battent le record du monde à cette occasion.

En quart de finale, elle ne parvient pas à gérer la pression du public et perd d'un point contre la Chilienne Mariana Zúñiga. Elle attire cependant l'attention du grand public en raison de sa technique spectaculaire,. En double, avec Rakesh Kumar, elle remporte la médaille de bronze,.

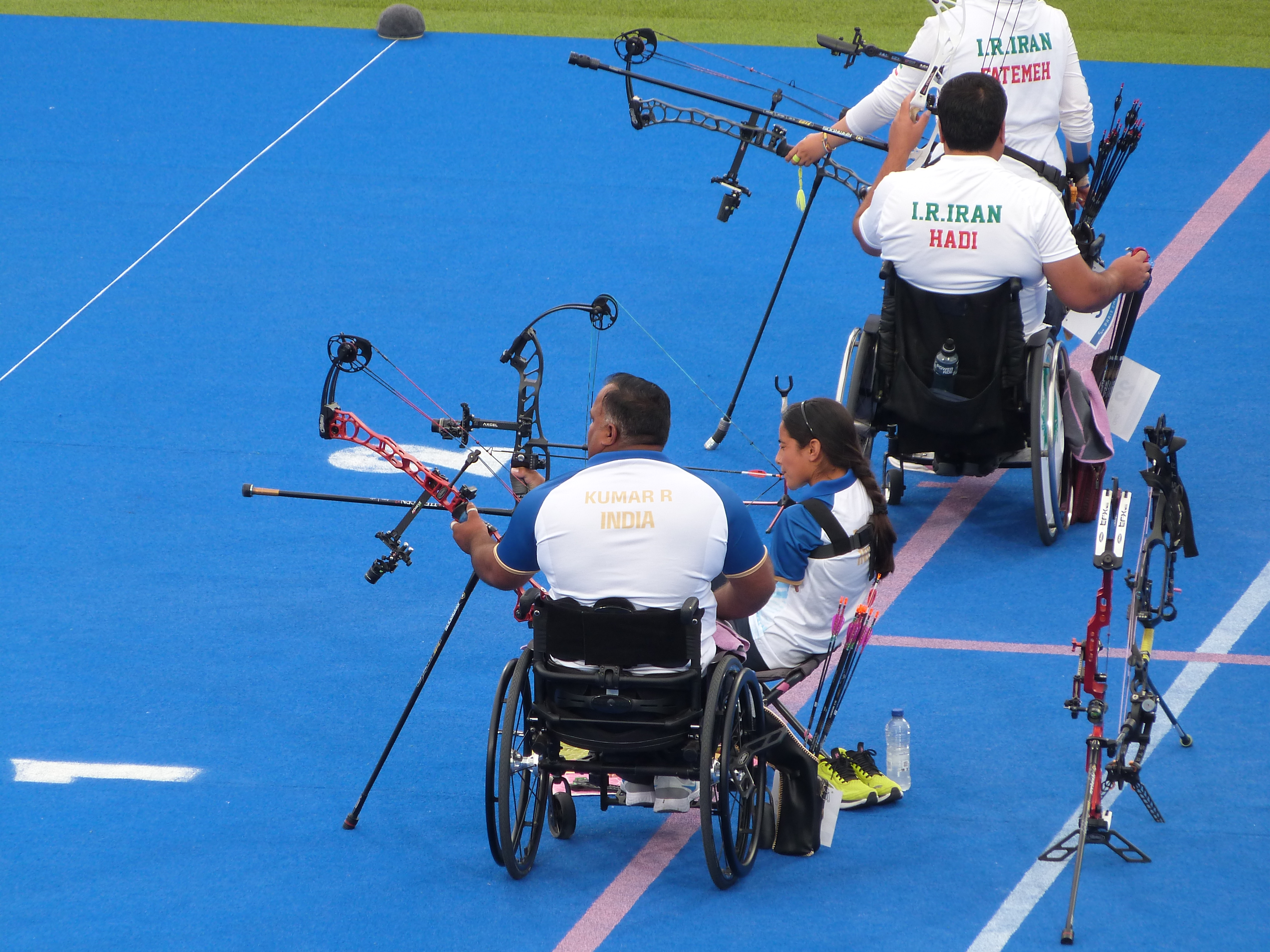
Demi-finale du tournoi mixte d'arc à poulies (Inde vs Iran) - Jeux paralympiques de 2024
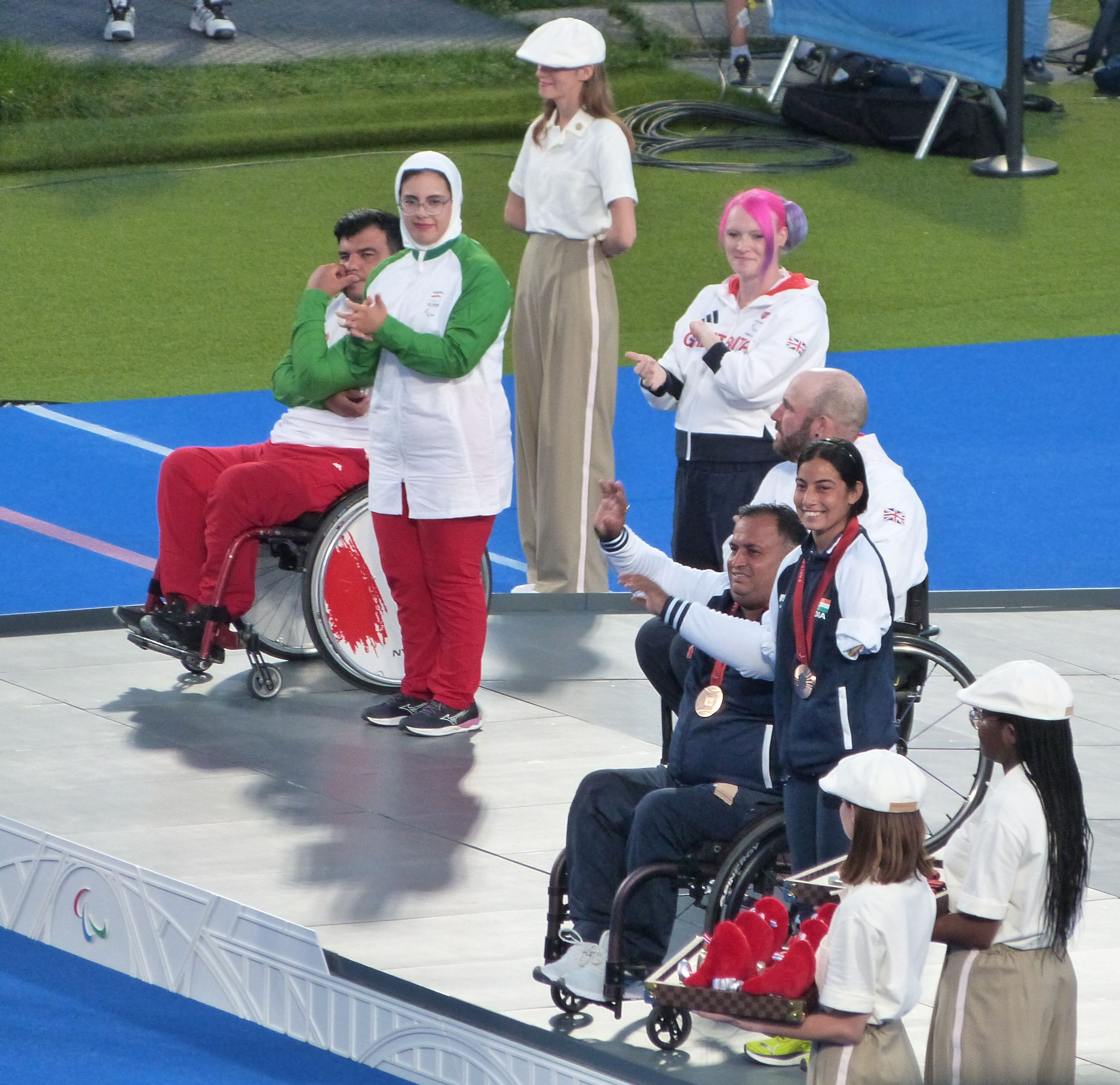
Podium du tournoi mixte d'arc à poulies - Jeux paralympiques de 2024

## Palmarès
- Médaillée d'argent aux para-mondiaux en 2023
- Médaillée d'or aux Jeux para-asiatiques[Quand ?]
- Médaillée d'or aux Jeux para-asiatiques[Quand ?]
- Médaillée de bronze en doubles avec Rakesh Kumar aux Jeux Paralympiques de Paris 2024